# Arboreto de la universidad de California en Pensilvania
El Arboreto de la universidad de California en Pensilvania (en inglés: Arboretum at California University of Pennsylvania) es un arboreto y jardín botánico sin ánimo de lucro de unos 372,310 m² (92 acres) de extensión ocupando el campus de la Universidad de California en Pensilvania, en la localidad de California, Pensilvania.
El "Arboretum at California University" es miembro de la "American Horticultural Association" y de la "American Public Gardens Association".

## Localización
Arboretum at California University of Pennsylvania Grounds Building, Campus Box 26 California, condado de Washington, Pensilvania PA 15419-1394 Estados Unidos de América
Planos y vistas satelitales40°4′0.41″N 79°53′5.35″O / 40.0667806, -79.8848194.
Está abierto a diario al público sin cargo.

## Historia
La "Cal U." tiene sus raíces en el año 1852, cuando la incipiente comunidad de California gastó dinero de los impuestos y donaciones para crear una Academia para el jardín de infancia a través de cursos de nivel universitario. En 1864 compraron 10 acres (40,000 m²) y se trasladó a lo que hoy es el centro de su ubicación actual, y un año más tarde, la escuela recibió la certificación para ser una escuela normal. En 1874, la institución pasó a llamarse "SouthWestern Normal School" (Escuela Normal del Suroeste) en 1914 el estado de Pensilvania compró la escuela, y él cambió el nombre a "California State Normal School" y lo convirtió en un instituto de dos años para la formación de maestros de escuelas primarias.
En 1928 la escuela se readaptó de nuevo a un plan de estudios de 4 años y fue rebautizado como "California State Teachers College". Los programas que se ofrecen se ampliaron con el tiempo, y en 1959 el nombre de la escuela se condensó a "California State College". En 1962, la escuela agregó un programa de postgrado. La escuela se convirtió en una parte del Sistema Estatal de Educación Superior el 1 de julio de 1983, convirtiéndose en "California University of Pennsylvania".

## Colecciones
Este jardín público cuenta con unos 500 ejemplares que representan a más de 100 especies, incluyendo una muestra de casi todos los géneros de árboles nativos de Pensilvania. Los árboles más viejos tienen fechas de plantación de principios de 1800.
Etiquetas permanentes identifican los árboles tanto por sus nombres comunes como los científicos. 
Los jardines están plantados con hierbas ornamentales, plantas perennes y flores anuales  que se van cambiando cada temporada.